# دييغو بوتين
دييغو بوتين (من مواليد 25 ديسمبر 1993) هو بحار إسباني احتل هو وياغو لوبيز المركز التاسع في سباق 49 إي آر في دورة الألعاب الأولمبية الصيفية 2016 والمركز الرابع في دورة الألعاب الأولمبية الصيفية 2020. جنبًا إلى جنب مع فلوريان تريتل، فاز بالميدالية الذهبية في فئة 49er في دورة الألعاب الأولمبية الصيفية 2024.